# 南アフリカの徴兵制度
南アフリカの徴兵制度(みなみアフリカのちょうへいせいど)は、1994年に終了された。

## 歴史
- 1967年6月9日、白人の青年男性に軍服務を義務付ける防衛関連法律が野党の支持で可決された。この徴兵制度は、17歳から65歳までの白人男性に兵役義務が課せられ、義務服務期間は9ヶ月だった。
- 1972年、南アフリカ防衛軍での義務服務期間が9ヶ月から1年に延長した。南アフリカ市民軍（英語版）の一環として5年間編成、この期間に毎年召集されて、19日を服務させた。
- 1977年、南アフリカ防衛軍での義務服務期間が1年から2年に延長した。南アフリカ市民軍の編成期間は、5年から8年に延長、この期間に毎年召集されて、服務する期間は19日から30日で服務させた。
- 1994年、アパルトヘイトの撤廃後、憲法の改正によって南アフリカの徴兵制度が終了した。